# ブラウン・アンド・ウィリアムソン
ブラウン・アンド・ウィリアムソン（Brown & Williamson Tobacco Inc）は、アメリカ合衆国ノースカロライナ州に拠点を置き、かつて存在したたばこ製造販売企業。現在のブリティッシュ・アメリカン・タバコ（BAT）の前身でもある。アメリカ合衆国内でのオペレーションは、2004年7月30日にR.J.レイノルズ・タバコ・カンパニー（RJR）に吸収された。
日本では東京に拠点を置いていた。国内では民放の深夜テレビ番組の提供クレジットで、｢Ｂ＆Ｗ タバコ｣とも表記されていたこともある。
ニコチンの嗜癖性を知っていた証拠となる内部文書を曝露されたことでも知られており（詳細は喫煙#たばこ会社による欺瞞的主張を参照）、この事件は、『インサイダー』として映画化されている。

## 主な生産商品（生産終了の商品も含む）
- KENT
- ラッキーストライク
- マールボロ（初期）
- バージニア
- パーラメント
- フィリップモリス（初期）
- DEATH
- ウィンストン
- パンテージ
- ジョーカー
- ネクスト
- バークレイ（英語版）
- KOOL
- ハーレーダビッドソン (たばこ)

## 提供番組
いずれも過去の提供番組
- きょうの出来事（日本テレビ系列）- 同業者の日本たばこ産業（JT）、フィリップモリス（PM）も提供。
- 筑紫哲也NEWS23（TBS系列） - 「ラッキーストライク」名義だった事もある。同業者のJT、PM、RJR（後者二社は番組後半のローカルスポンサーとして）も提供。
- FNN NEWSCOM（フジテレビ系列）
- プロ野球ニュース（UHB、ローカルスポンサー）
- ニュースJAPAN（フジテレビ系列） - 番組内に内包されている『プロ野球ニュース』は同業者のJTが提供。
- とんねるずのみなさんのおかげです（フジテレビ系列） - ｢KENTマイルド｣名義だった事もある。